# Mikez
Mikez (auch Miketz oder Mikkez; Biblisches Hebräisch מִקֵּץ ‚Am Ende [zweier voller Jahre]‘) bezeichnet einen Wochenabschnitt (Parascha oder Sidra genannt) der Tora aus Genesis/Bereschit 41–44,17 (41 , 42 , 43 , 44,1–17 ).
Es handelt sich um die Sidra des vierten Schabbats im Monat Kislew oder des ersten Schabbats im Monat Tewet.

## Inhalt

### Der Traum des Pharao
Zwei Jahre nachdem Josef dem Obermundschenk seinen Traum gedeutet hat, plagen den Pharao zwei sehr ähnliche Träume:
Im ersten Traum steht er am Nil und sieben magere und sieben fette Kühe steigen aus dem Fluss. Dann fressen die sieben mageren Kühe die sieben fetten. Im zweiten Traum erscheinen sieben gute und sieben schlechte Ähren. Die sieben schlechten verschlingen die guten. Die Traumdeuter des Pharao können dem Herrscher allesamt nicht helfen. Dem Obermundschenk fällt jedoch ein, dass Josef seinen Traum und auch den Traum eines weiteren Gefängnisinsassen richtig gedeutet hatte, und erzählt dem Pharao von Josefs Gabe, Träume zu deuten.
Daraufhin lässt der Pharao Josef zu sich rufen. Josefs Traumdeutung überzeugt den Pharao so sehr, dass er ihm als Dank den Titel „Zafenat-Paneach“ verleiht und das Recht zuspricht, über ganz Ägypten zu herrschen. Außerdem gibt der Pharao ihm Asenat zur Frau und kleidet ihn kostbar ein. Josef erhält den Auftrag, die Vorbereitungen auf die Hungersnot zu treffen, welche er in den Träumen des Pharaos sah.

### Hungersnot
Nachdem sieben ertragreiche Jahre verstrichen sind, beginnen tatsächlich sieben Jahre der Dürre. Die Nachbarländer Ägyptens hungern, in Ägypten selbst aber wurde auf Josefs Rat hin in den ertragreichen Jahren zuvor genug Getreide gesammelt, um die Dürre zu überstehen. Jakob befiehlt seinen Söhnen mit Ausnahme des jüngsten, Benjamin, in Ägypten Getreide einzukaufen. In Ägypten begegnen die Brüder Josef: Dieser erkennt sie, die Brüder ihn aber nicht. Josef behauptet, sie seien Spione und verlangt, dass sie ihm von ihrer Familie erzählen. Als Beweis dafür, dass sie keine Spione sind, sollen die Brüder das nächste Mal Benjamin mitbringen. Auf dem Heimweg stellen sie fest, dass das Geld, mit dem sie das Getreide bezahlt haben, in den Getreidesäcken liegt.
Jakob möchte zunächst nicht, dass Benjamin mit seinen Brüdern zusammen nach Ägypten zieht, erkennt dann aber, dass es keinen Ausweg gibt. Wieder in Ägypten angekommen stellen die Brüder Josef Benjamin vor. Josef lädt daraufhin seine Brüder dazu ein, mit ihm zu essen, und beschenkt sie vor ihrer Abreise. Er lässt in Benjamins Getreidesack einen silbernen Becher legen, und nachdem die Brüder aufgebrochen sind, schickt er seinen Hausverwalter hinterher, damit dieser Benjamin beschuldige, den Becher gestohlen zu haben. Der Hausverwalter und die Brüder kehren zu Josef zurück, welcher den Brüdern anbietet, Benjamin als Sklaven Josefs zurückzulassen, damit die anderen zu ihrem Vater zurückkehren dürfen.

## Haftara
Die dazugehörige Haftara ist
1. Könige 3,15–4,1 (3,15-28 , 4,1 )
bzw. am Schabbat Chanukka Secharja 2,14–4,7 (2,14-17 , 3 , 4,1-7 ).